# Länge leve Bernie
Länge leve Bernie (originaltitel: Weekend at Bernie's) är en amerikansk svart komedifilm från 1989 i regi av Ted Kotcheff. I huvudrollerna ses Andrew McCarthy, Jonathan Silverman och Terry Kiser. Filmens kommersiella framgångar inspirerade till en uppföljare, Länge leve Bernie 2 (1993), där de tre huvudrollsinnehavarna repriserade sina roller.

## Handling
Larry och Richard jobbar på ett kontor i New York och blir bjudna av sin chef Bernie ut till hans hus i Hampton Beach. Väl där finner de Bernie död. De tror att de åker dit om de ringer polisen och att de kan bli mördade själva om det avslöjas att Bernie är död, så de försöker få folk att tro att Bernie fortfarande lever. Deras tilltag fungerar nästan oroväckande väl och Bernie börjar sin sista vila med att bjuda in till en stor fest...

## Rollista i urval
- Andrew McCarthy - Larry Wilson
- Jonathan Silverman - Richard Parker
- Terry Kiser - Bernie Lomax
- Catherine Mary Stewart - Gwen Saunders
- Don Calfa - Paulie
- Catherine Parks - Tina
- Eloise Broady - Tawny
- Gregory Salata - Marty
- Louis Giambalvo - Vito
- Ted Kotcheff - herr Parker
- Margaret Hall - Lomax sekreterare
- Jason Woliner - bortskämt barn